# Српски фудбалски клубови у европским такмичењима 2014/15.
Српски фудбалски клубови у европским такмичењима 2014/15. имају четири представника. За учешће у квалификацијама за европска такмичења у сезони 2014/15. лиценцирано је 5 тимова. Због кршења правила финансијског фер-плеја УЕФА је 6. јуна 2014. донела одлуку да се Црвеној звезди не дозволи учешће у квалификацијама за Лигу шампиона са могућношћу жалбе. Након што је управа клуба решила да се не жали, званично је потврђено да ће Партизан учествовати у квалификацијама за Лигу шампиона, а да ће Чукарички учествовати у квалификацијама за Лигу Европе. На крају је списак учесника био следећи:
- Партизан у квалификацијама за Лигу шампиона од другог кола као другопласирани тим лиге, односно следећи тим са лиценцом након  избацивања Црвене звезде;
- Јагодина у квалификацијама за Лигу Европе од другог кола као трећепласирани тим лиге, односно следећи тим са лиценцом након избацивања Црвене звезде;
- Војводина у квалификацијама за Лигу Европе од другог кола као освајач Купа Србије;
- Чукарички у квалификацијама за Лигу Европе од првог кола као четвртопласирани тим лиге, односно следећи тим са лиценцом након избацивања Црвене звезде.

## Партизан у УЕФА Лиги шампиона

### Друго коло квалификација
| Партизан                        | 3 : 0 Извештај | ХБ Торсхавн |
| ------------------------------- | -------------- | ----------- |
| Лазовић 14’, 64’ · Шкулетић 71’ |                |             |

| ХБ Торсхавн | 1 : 3 Извештај | Партизан                                 |
| ----------- | -------------- | ---------------------------------------- |
| Вардум 35’  |                | Нинковић 49’ · Лазовић 75’ · Грбић 90+1’ |

Партизан се укупним резултатом 6:1 пласирао у треће коло квалификација за Лигу шампиона.

### Треће коло квалификација
| Лудогорец Разград | 0 : 0 Извештај | Партизан |
| ----------------- | -------------- | -------- |
|                   |                |          |

| Партизан          | 2 : 2 Извештај | Лудогорец Разград  |
| ----------------- | -------------- | ------------------ |
| Шкулетић 30’, 35’ |                | Марселињо 19’, 21’ |

Лудогорец Разград се након укупног резултата 2:2 на основу правила о броју постигнутих голова на гостујућем терену пласирао у плеј-оф рунду квалификација за Лигу шампиона, док је Партизан такмичење наставио у плеј-оф рунди квалификација за Лигу Европе.

## Партизан у УЕФА Лиги Европе

### Плеј-оф
| Партизан                                                  | 3 : 2 Извештај | Нефтчи Баку         |
| --------------------------------------------------------- | -------------- | ------------------- |
| Силва Круз (а. г.) 29’ · Грбић 32’ · Јунузаде (а. г.) 69’ |                | Силва Круз 10’, 17’ |

| Нефтчи Баку | 1 : 2 Извештај | Партизан            |
| ----------- | -------------- | ------------------- |
| Вобај 58’   |                | Шкулетић 24’, 90+2’ |

Партизан се укупним резултатом 5:3 пласирао у групну фазу Лиге Европе.

### Група Ц
Партизан је на жребу 29. августа 2014. из трећег шешира сврстан у групу Ц.
|    | Екипа            | Игр. | Поб. | Нер. | Пор. | Г+ | Г- | ГР | Бод. |
| -- | ---------------- | ---- | ---- | ---- | ---- | -- | -- | -- | ---- |
| 1. | Бешикташ         | 6    | 3    | 3    | 0    | 11 | 5  | +6 | 12   |
| 2. | Тотенхем хотспер | 6    | 3    | 2    | 1    | 9  | 4  | +5 | 11   |
| 3. | Астерас Триполи  | 6    | 1    | 3    | 2    | 7  | 10 | -3 | 6    |
| 4. | Партизан         | 6    | 0    | 2    | 4    | 1  | 9  | -8 | 2    |

| Партизан | 0 : 0 Извештај | Тотенхем хотспер |
| -------- | -------------- | ---------------- |
|          |                |                  |

| Астерас Триполи      | 2 : 0 Извештај | Партизан |
| -------------------- | -------------- | -------- |
| Усеро 22’ · Пара 52’ |                |          |

| Партизан | 0 : 4 Извештај | Бешикташ                                     |
| -------- | -------------- | -------------------------------------------- |
|          |                | Кавлак 18’ · Ба 45’ · Озајкуп 52’ · Торе 54’ |

| Бешикташ          | 2 : 1 Извештај | Партизан     |
| ----------------- | -------------- | ------------ |
| Ба 57(пен.)’, 62’ |                | Марковић 78’ |

| Тотенхем хотспер | 1 : 0 Извештај | Партизан |
| ---------------- | -------------- | -------- |
| Стамбули 49’     |                |          |

| Партизан | 0 : 0 Извештај | Астерас Триполи |
| -------- | -------------- | --------------- |
|          |                |                 |

## Јагодина у УЕФА Лиги Европе

### Друго коло квалификација
| ЧФР Клуж | 0 : 0 Извештај | Јагодина |
| -------- | -------------- | -------- |
|          |                |          |

| Јагодина | 0 : 1 Извештај | ЧФР Клуж  |
| -------- | -------------- | --------- |
|          |                | Гуима 81’ |

ЧФР Клуж се укупним резултатом 1:0 пласирао у треће коло квалификација за Лигу Европе.

## Војводина у УЕФА Лиги Европе

### Друго коло квалификација
| Тренчин                         | 4 : 0 Извештај | Војводина |
| ------------------------------- | -------------- | --------- |
| Симон 20’, 53’, 60’ · Жаиро 72’ |                |           |

| Војводина                                  | 3 : 0 Извештај | Тренчин |
| ------------------------------------------ | -------------- | ------- |
| Иванић 17’ · Аливодић 52’ · Стојановић 68’ |                |         |

Тренчин се укупним резултатом 4:3 пласирао у треће коло квалификација за Лигу Европе.

## Чукарички у УЕФА Лиги Европе

### Прво коло квалификација
| Чукарички                                                      | 4 : 0 Извештај | Сант Ђулија |
| -------------------------------------------------------------- | -------------- | ----------- |
| Миросављевић 8’ · Бојић 49’ · С. Срнић 89’ · Стојиљковић 90+1’ |                |             |

| Сант Ђулија | 0 : 0 Извештај | Чукарички |
| ----------- | -------------- | --------- |
|             |                |           |

Чукарички се укупним резултатом 4:0 пласирао у друго коло квалификација за Лигу Европе.

### Друго коло квалификација
| Чукарички | 0 : 4 Извештај | Гредиг                      |
| --------- | -------------- | --------------------------- |
|           |                | Нуц 37’, 90’ · Шуц 80’, 85’ |

| Гредиг     | 1 : 2 Извештај | Чукарички                   |
| ---------- | -------------- | --------------------------- |
| Карнер 29’ |                | Бојић 61’ · Стојиљковић 65’ |

Гредиг се укупним резултатом 5:2 пласирао у треће коло квалификација за Лигу Европе.

## Биланс успешности
|   | Екипа     | Такмичење     | Ута. | Поб. | Нер. | Пор. | ГД | ГП | Домет                    |
| - | --------- | ------------- | ---- | ---- | ---- | ---- | -- | -- | ------------------------ |
| 1 | Партизан  | Лига шампиона | 4    | 2    | 2    | 0    | 8  | 3  | треће коло квалификација |
|   | Партизан  | Лига Европе   | 8    | 2    | 2    | 4    | 6  | 12 | група Ц                  |
| 2 | Јагодина  | Лига Европе   | 2    | 0    | 1    | 1    | 0  | 1  | друго коло квалификација |
| 3 | Војводина | Лига Европе   | 2    | 1    | 0    | 1    | 3  | 4  | друго коло квалификација |
| 4 | Чукарички | Лига Европе   | 4    | 2    | 1    | 1    | 6  | 5  | друго коло квалификација |